# Уствольська Галина Іванівна
Гали́на Іва́нівна Уство́льська (17 червня 1919 — 22 грудня 2006) — радянська і російська композиторка.

## Біографія
Народилася 17 червня 1919 року в Петрограді. Закінчила Ленінградську консерваторію в 1947 році (клас Дмитра Шостаковича). У 1950-х роках Уствольська відходить від вчителя і рухається до власної, гранично аскетичної музичної мови, для якого характерна висока зосередженість, рідкісний драматизм, насиченість духовним пошуком.
З вересня 1947 року по лютий 1977-го вела факультатив з композиції в ленінградському Музичному училищі ім. Н. А. Римського-Корсакова.
Твори Уствольської виконувалися вкрай рідко. Справжнє визнання прийшло до композиторки тільки в кінці 1980-х років, — після того, як на ленінградському концерті виявився директор найбільшого музичного видавництва «Сікорскі» Юрген Кехель і нідерландський музикознавець Елмер Шенбергер. Шенбергер був настільки вражений почутим, що не пошкодував коштів на те, щоб цей концерт прозвучав у Європі. Незабаром був організований ряд міжнародних фестивалів музики Уствольської (1995, 1996, 2005 — Амстердам, 1998 — Відень, 1999 — Берн, 2001 — Варшава, 2004 — Бастад), а видавництво «Сікорскі» придбало права на публікацію її творів. На пропозиції емігрувати з Росії завжди була однозначна відмова: все життя композитора була пов'язане із Санкт-Петербургом, який вона залишала лише кілька раз, їдучи на закордонні гастролі (Відень, Берн, Бастад, Амстердам). Галина Іванівна Уствольська вела самітницьке життя, до останніх днів продовжуючи творити.
Померла 22 грудня 2006 року в Санкт-Петербурзі на 88-му році життя. Похована на Волковському лютеранському кладовищі, 11-й ділянці.

## Родина
Чоловік — Костянтин Багренін, композитор, народився в 1941 р. Шлюб зареєстрований у 1965 р.

## Творчість
Широко цитуються слова Віктора Сусліна, з яким пані Уствольська перебувала в дружньому листуванні і який готував публікацію її творів у видавництві «Сікорськи». Суслін називав її «голосом з „Чорної діри“ Ленінграда, епіцентру комуністичного терору, міста, що пережило вельми жахливі страждання і муки війни». Уствольській подобалося це порівняння (яке вона сама вигадала, написавши комусь в листі, що її музика — це «Musik aus dem schwarzen Loch»), хоча історія, політика та суспільне життя її абсолютно не цікавили. По-справжньому її цікавила тільки власна музика. І це було більше, ніж інтерес — постійний і інтенсивний процес виробництва обіймав всі її думки. Композитор Борис Тищенко порівнював її музику з «вузькістю лазерного променя, що пронизує метал».

## Виконавці
До творів Уствольської зверталися такі виконавці, як Анатолій Ведерніков, Мстислав Ростропович, Олексій Любимов, Олег Малов, Іван Соколов, Рейнберт де Леу, Френк Деньєр, Маріанна Шредер, Антоній Баришевський та ін.

## Визнання
Шостакович у своєму Струнному квартеті № 5 і в дев'ятій п'єсі Сюїти на вірші Мікеланджело використовував другу тему з фіналу Тріо для кларнета, скрипки та фортепіано Уствольської.
Уствольська — лауреат Гейдельберзької премії за досягнення в галузі мистецтва (1992). У 1993 році Американський біографічний інститут назвав її людиною року. Про неї знято два документальних фільми нідерландським телебаченням у 1994 та 2005 роках, а також російським телеканалом «Культура» в 2004 році. На батьківщині твори Уствольської виконувалися рідко і почали дещо частіше звучати лише після 1991 року. У рік 90-річчя в Москві і Санкт-Петербурзі (2009) пройшли два ювілейних концерти, організованих Олексієм Любимовим. В інших країнах інтерес до музики Уствольської значно вище.

## Твори
- Концерт для фортепіано, струнного оркестру і литавр (1946)
- Перша соната для фортепіано (1947)
- «Сон Степана Разіна». Билина для баса та симфонічного оркестру (1948)
- Тріо для кларнета, скрипки та фортепіано (1949)
- Октет для двох гобоїв, чотирьох скрипок, литавр і фортепіано (1949—1950)
- Друга соната для фортепіано (1951)
- Третя соната для фортепіано (1952)
- Соната для скрипки і фортепіано (1952)
- Дванадцять прелюдій для фортепіано (1953)
- Сюїта для симфонічного оркестру («Спортивна») (1955)
- Перша симфонія для великого оркестру і двох солістів-хлопчиків. Текст Дж. Родарі (1955)
- Четверта соната для фортепіано (1957)
- Поема № 1 («Вогні в степу») (1958)
- Поема № 2 («Подвиг героя») (1959)
- Великий дует для віолончелі та фортепіано (1959)
- Дует для скрипки і фортепіано (1964)
- Композиція № 1. Dona nobis pacem для флейти піколо, туби і фортепіано (1970—1971)
- Композиція № 2. Dies irae для восьми контрабасів, ударних і фортепіано (1972—1973)
- Композиція № 3. Benedictus, qui venit.  для чотирьох флейт, чотирьох фаготів і фортепіано (1974—1975)
- Друга симфонія «Справжня, Вічна Доброта» для оркестру і голосу соло. Текст Германа Розслабленого (1979)
- Третя симфонія «Ісусе Месія, спаси нас!» для духових, ударних, контрабаса, читця і фортепіано. Текст Германа Розслабленого (1983)
- Четверта симфонія «Молитва», для контральто, труби, фортепіано і тамтама. Текст Германа Розслабленого (1985—1987)
- П'ята соната для фортепіано (1986)
- Шоста соната для фортепіано (1988)
- П'ята симфонія «Amen», для скрипки, гобоя, труби, труби, ударних і соліста (1989—1990)